# Stari Oskol
Stari Oskol (ruski: Старый Оскол) je grad u zapadnoj Rusiji. Nalazi se na obalama rijeke Oskol, 140 km od Belgoroda, na  50°37′N 36°35′E / 50.617°N 36.583°E.
Starij Oskol je grad vojne slave. U blizini se nalazi grad Gubkin. Starij Oskol drugi je po veličini grad u regiji. Prema popisu stanovništva iz 2017. godine u gradu je bilo 223.360 stanovnika.

## Stanovništve
Od 1. siječnja 2017. grad je rangirao 91. od 1112 gradova Ruske Federacije po stanovništvu. Prema preliminarnim podacima iz popisa stanovništva u 2010. godini bilo je 221.163 stanovnika, više nego 2002. godine. Grad je administrativno središte velike aglomeracije središnjeg Černozemskog kraja. Stanovništvo aglomeracije Stari Oskol - Gubkin nešto je više od 410 000 ljudi.
| Godina | Stanovništvo |
| ------ | ------------ |
| 1737.  | 9000         |
| 1750.  | 10.990       |
| 1763.  | 17.715       |
| 1770.  | 28 917       |
| 1779.  | 25 009       |
| 1791.  | 21 599       |
| 1801.  | 24 300       |
| 1821.  | 41 595       |
| 1837.  | 19 973       |
| 1850.  | 10 000       |
| 1860.  | 27 774       |
| 1869.  | 20 000       |
| 1875.  | 11 272       |

| Godina | Stanovništvo |
| ------ | ------------ |
| 1880.  | 5074         |
| 1889.  | 9000         |
| 1897.  | 16 000       |
| 1913.  | 18 200       |
| 1926.  | 20 000       |
| 1931.  | 21 300       |
| 1939.  | 10 946       |
| 1959.  | 27 474       |
| 1979.  | 114 946      |
| 1990.  | 177 000      |
| 2000.  | 213 800      |
| 2010.  | 221 085      |
| 2017.  | 223 360      |

## Klima
Stari Oskol se nalazi u umjerenoj zoni. Umjereno studene zime, najčešće su sa stabilnim snježnim pokrivačem, koji najviše pada tek u siječnju i veljači. Ljeta su topla, čak i vruća (pogotovo srpanj i prva polovica kolovoza). Jesen je blaga i kišovita.
- Prosječna godišnja temperatura: +6,5 °C
- Prosječna brzina vjetra: 2-4 m/s
- Prosječna godišnja relativna vlažnost zraka: 74%
- Prosječna godišnja količina oborina: 500 - 600 mm.

| Klimatološki srednjaci za Stari Oskol | Klimatološki srednjaci za Stari Oskol | Klimatološki srednjaci za Stari Oskol | Klimatološki srednjaci za Stari Oskol | Klimatološki srednjaci za Stari Oskol | Klimatološki srednjaci za Stari Oskol | Klimatološki srednjaci za Stari Oskol | Klimatološki srednjaci za Stari Oskol | Klimatološki srednjaci za Stari Oskol | Klimatološki srednjaci za Stari Oskol | Klimatološki srednjaci za Stari Oskol | Klimatološki srednjaci za Stari Oskol | Klimatološki srednjaci za Stari Oskol | Klimatološki srednjaci za Stari Oskol |
| mjesec                                | sij                                   | velj                                  | ožu                                   | tra                                   | svi                                   | lip                                   | srp                                   | kol                                   | ruj                                   | lis                                   | stu                                   | pro                                   | godina                                |
| ------------------------------------- | ------------------------------------- | ------------------------------------- | ------------------------------------- | ------------------------------------- | ------------------------------------- | ------------------------------------- | ------------------------------------- | ------------------------------------- | ------------------------------------- | ------------------------------------- | ------------------------------------- | ------------------------------------- | ------------------------------------- |
| srednji maksimum, °C                  | −5                                    | −4                                    | 1,3                                   | 12,8                                  | 20,7                                  | 24,1                                  | 25,3                                  | 24,5                                  | 18,6                                  | 10,5                                  | 2,5                                   | −1,9                                  | 10,8                                  |
| srednja dnevna temperatura, °C        | −8,3                                  | −7,5                                  | −2,1                                  | 8,0                                   | 15,0                                  | 18,5                                  | 19,9                                  | 19,0                                  | 13,6                                  | 6,6                                   | −0,1                                  | −4,6                                  | 6,5                                   |
| srednji minimum, °C                   | −11,5                                 | −11                                   | −5,4                                  | 3,3                                   | 9,4                                   | 13,0                                  | 14,6                                  | 13,5                                  | 8,6                                   | 2,8                                   | −2,7                                  | −7,3                                  | 2,3                                   |
| oborine, mm                           | 40                                    | 30                                    | 28                                    | 39                                    | 45                                    | 67                                    | 68                                    | 58                                    | 52                                    | 44                                    | 46                                    | 43                                    | 560                                   |
| Izvor: Klima Starog Oskola            |                                       |                                       |                                       |                                       |                                       |                                       |                                       |                                       |                                       |                                       |                                       |                                       |                                       |

## Administrativno-teritorijalna podjela grada
Urbani prostor "Stari Oskol" uključuje administrativno-teritorijalne jedinice bez pravne osobnosti.
- Sjeveroistočni dio
- Jugozapadni dio
- Jugozapadna industrijska zona
- Središnji dio
- Željeznički dio
- Dio Kotel
- Metalurški dio

## Vlada
Uprava Staroskolskog okruga je izvršna vlast, na čelu s A. N. Sergienko. Zakonodavstvo u gradu i općini vrši vijeće zamjenika. U Vijeću ima 25 mjesta. Zastupnici biraju se u jednoj izbornoj jedinici i na popisu stranaka.

## Počasni nazivi gradova
- Grad vojne slave - od 5. maja 2011. godine.[4]
- Grad slave rada.
- Ekonomski glavni grad Belgorodskoj regije.
- Kruna sv. Stjepana - službeni naziv Starog Oskola tijekom godina okupacije tijekom Velikog Domovinskog rata, 1942. godine dade Miklós Horthy.

## Gradovi prijatelji
- Zalcgiter (Njemačka) (са 1987.)
- Asenovgrad (Bugarska) (са 1989.)
- Mantija-Villpule (Finska) (са 1989.)